# Ижболдинский сельсовет
Ижболдинский сельсовет (ранее Ишболдинский сельсовет) — муниципальное образование в Янаульском районе Башкортостана.
Согласно «Закону о границах, статусе и административных центрах муниципальных образований в Республике Башкортостан» имеет статус сельского поселения.

## Состав сельсовета
- с. Ижболдино,
- с. Исанбаево,
- с. Атлегач,
- д. Новотроицк.

## История
2004 год
Закон Республики Башкортостан «Об изменениях в административно-территориальном устройстве
Республики Башкортостан, изменениях границ и преобразованиях муниципальных образований в Республике Башкортостан», ст. 2 "Изменения границ и преобразования муниципальных образований в Республике Башкортостан", п.2, ч.34  гласит:

2. Изменить наименования следующих муниципальных образований:
34) по Янаульскому району:
а) «Ишболдинский сельсовет» на «Ижболдинский сельсовет»;
б) «Сандугачский сельсовет» на «Сандугачевский сельсовет».

## Население
| 2002 | 2009  | 2010  | 2012 | 2013 | 2014 | 2015 |
| ---- | ----- | ----- | ---- | ---- | ---- | ---- |
| 962  | ↗1023 | ↗1033 | ↘993 | ↘939 | ↘903 | ↘890 |
| 2016 | 2017  | 2018  |      |      |      |      |
| ↘881 | ↘869  | ↘852  |      |      |      |      |